# Kristina Lelas
Kristina Lelas je bivša hrvatska košarkašica, članica hrvatske košarkaške reprezentacije.

## Karijera
Bila je sudionicom kvalifikacijskog ciklusa za EP 1999. godine.